# ギリシャ旅情
『ギリシャ旅情』（ギリシャりょじょう）は、1976年4月5日から同年6月7日まで東京12チャンネル（現・テレビ東京）で放送されていた紀行番組である。全9回。放送時間は毎週月曜 22:30 - 23:00 （日本標準時）。
ヨーロッパ文明の要となるギリシャの芸術、歴史、そして観光地を、映画監督の吉田喜重がドキュメンタリータッチで描いていた番組。語りは岡田茉莉子が担当。